# Trinodes tonkineus
Trinodes tonkineus is een keversoort uit de familie spektorren (Dermestidae). De wetenschappelijke naam van de soort werd in 1922 gepubliceerd door Maurice Pic.